# David Anthony Higgins
David Anthony Higgins (* 9. Dezember 1961 in Des Moines, Iowa) ist ein US-amerikanischer Schauspieler und Drehbuchautor.

## Leben
Higgins wurde in der Rolle des Joe Farrell in der US-Sitcom Ellen, die in den Jahren 1994 bis 1998 produziert wurde, sowie in seiner Rolle als Craig Feldspar in der von Linwood Boomer entwickelten Fernsehserie Malcolm mittendrin bekannt.
Higgins arbeitete außerdem als Autor und Darsteller für das Sketch-Comedy Format The Higgins Boys and Gruber. In der von Joel Hodgson entwickelten Sendung bildete David Anthony Higgins ein Trio mit seinem Bruder Steve und Dave „Gruber“ Allen. Die Show lief auf dem US-amerikanischen Comedy Channel.
1997 war Higgins in der kanadischen Komödie The Wrong Guy als einer der Hauptdarsteller zu sehen. Higgins schrieb außerdem mit Dave Foley und Jay Kogen das Drehbuch zum Film und wirkte als einer der Filmproduzenten. Higgins spielte auch in der Nickelodeon-Serie Big Time Rush den Hotelmanager Mr. Bitters und in der Sitcom Mike & Molly Harry.

## Filmografie (Auswahl)
- 1994–1998: Ellen (Fernsehserie, 102 Folgen)
- 1998: Spiel auf Zeit (Snake Eyes)
- 2003: What’s Up, Dad? (Fernsehserie, 2 Folgen)
- 2000–2006: Malcolm mittendrin (Malcolm in the Middle, Fernsehserie, 39 Folgen)
- 2008: True Jackson (True Jackson, VP, Fernsehserie, Folge 1x04)
- 2009–2013: Big Time Rush (Fernsehserie, 36 Folgen)
- 2011: American Horror Story (Fernsehserie, 3 Folgen)
- 2011: Last Man Standing (Fernsehserie, Folge 1x04)
- 2011–2016: Mike & Molly (Fernsehserie, 27 Folgen)
- 2017: Mom (Fernsehserie, 1 Folge)
- 2017: School of Rock (Fernsehserie, 1 Folge)
- 2017: Stan Against Evil (Fernsehserie, 1 Folge)
- 2020–2022: B Positive (Fernsehserie)
- 2023: Call Me Kat (Fernsehserie, 3 Folgen)